# 水位

华沙维斯瓦河2010年5月20日至26日的水位图。

水位（Water level）是指水體（如河流、湖泊或者水庫等自由流体）表面到指定的基准面的相对高程。

## 水位術語
江河
- 警戒水位（安全预警水位）：可造成防洪工程或防护区出现险情的水位，处于防守戒备状态。[3]通俗來講，只是一個水位「提醒」，安全無礙。[4]超出此水位（「超警」），通常會24小时现场监护。[5]
- 安全保障水位：比警戒水位高，是能保证防洪工程或防护区安全运行的最高洪水位，也是堤防设计水位或历史上防御过的最高水位，是防汛安全的上限。[3]超出此水位（「超保」），通常會立即抢险和交通管制。[5]
- 歷史水位：有記錄以來最高水位

水壩
- 汛限水位：汛期時不得超過的水位，超過必須泄洪[6]

## 常見水位變化現像
按變化高度排列：  
1.水龍捲500米以上
2.風暴潮0.5-5米等
3.天文大潮0.25-0.5米
4.潮汐0.2-0.3米
5.波浪0-50米

## 相關水文概念
- 濁度
- 海平面